# Campionati di pugilato dilettanti dell'Unione europea 2018
I Campionati di pugilato dilettanti dell'Unione europea maschili 2018 si sono tenuti a Valladolid, Spagna, dal 8 al 19 novembre 2018. È stata la 9ª edizione della competizione annuale organizzata dall'EUBC.

## Risultati
| Categoria                   | Oro                            | Argento                       | Bronzo                                                   |
| --------------------------- | ------------------------------ | ----------------------------- | -------------------------------------------------------- |
| Pesi minimosca (kg 49)      | Federico Serra Italia          | Shakhil Allakhverdiev Georgia | Jakub Słomiński Polonia Martin Molina Spagna             |
| Pesi mosca (kg 52)          | Gabriel Escobar Spagna         | Will Cawley Inghilterra       | Tinko Banabakov Bulgaria Nodari Darbaidze Georgia        |
| Pesi gallo (kg 56)          | Kurt Walker Irlanda            | Peter McGrail Inghilterra     | Jordan Rodriguez Francia Artush Gomtsyan Georgia         |
| Pesi leggeri (kg 60)        | Sofiane Oumiha Francia         | Calum French Inghilterra      | Radomir Obruśniak Polonia Francesco Maietta Italia       |
| Pesi superleggeri (kg 64)   | Luke McCormack Inghilterra     | Paolo Di Lernia Italia        | Fredrik Jensen Danimarca Dmitri Galagot Moldavia         |
| Pesi welter (kg 69)         | Pat McCormack Inghilterra      | Youba Sissokho Spagna         | Kieran Molloy Irlanda Filip Wąchała Polonia              |
| Pesi medi (kg 75)           | Andrej Csemez Slovacchia       | Carl Fail Inghilterra         | Salvatore Cavallaro Italia Victor Corobcevschii Moldavia |
| Pesi mediomassimi (kg 81)   | Benjamin Whittaker Inghilterra | Andrei Arădoaie Romania       | Matúš Strnisko Slovacchia Gaëtan Ntambwe Francia         |
| Pesi massimi (kg 91)        | Aziz Abbes Mouhiidine Italia   | Toni Filipi Croazia           | Cheavon Clarke Inghilterra Cristian Filip Romania        |
| Pesi supermassimi (kg 91 +) | Frazer Clarke Inghilterra      | Petar Belberov Bulgaria       | Marko Milun Croazia Ayoub Ghadfa Drissi Spagna           |

## Medagliere
| Posizione | Paese       | Oro | Argento | Bronzo | Totale |
| --------- | ----------- | --- | ------- | ------ | ------ |
| 1         | Inghilterra | 4   | 4       | 1      | 9      |
| 2         | Italia      | 2   | 1       | 2      | 5      |
| 3         | Spagna      | 1   | 1       | 2      | 4      |
| 4         | Francia     | 1   | 0       | 2      | 3      |
| 5         | Irlanda     | 1   | 0       | 1      | 2      |
| 5         | Slovacchia  | 1   | 0       | 1      | 2      |
| 7         | Georgia     | 0   | 1       | 2      | 3      |
| 8         | Bulgaria    | 0   | 1       | 1      | 2      |
| 8         | Croazia     | 0   | 1       | 1      | 2      |
| 8         | Danimarca   | 0   | 1       | 1      | 2      |
| 11        | Polonia     | 0   | 0       | 3      | 3      |
| 12        | Moldavia    | 0   | 0       | 2      | 1      |
| 13        | Danimarca   | 0   | 0       | 1      | 1      |
|           | Totale      | 10  | 10      | 20     | 40     |